# Onthophagus sophiae
Onthophagus sophiae é uma espécie de inseto do género Onthophagus, família Scarabaeidae, ordem Coleoptera.
Foi descrita cientificamente por Nicolas em 2006.